# Napadi NOVJ-a na Okučane siječnja 1943.
U drugoj polovini siječnja 1943., nakon šestodnevnih borbi za Voćin, 12. slavonska divizija orijentirala se prema Posavini. U sklopu napada na komunikaciju i koncentraciju njemačkih trupa za operaciju Weiss I, 12. slavonska brigada napala je 22. siječnja Nijemce, ustaše i domobrane u utvrđenom garnizonu Okučani. I pored znatnog zalaganja, napad je bio odbijen, pa se 12. brigada nakon osmosatne borbe vratila na polazne položaje. Napad je ponovljen 28. siječnja, također bez uspjeha.
U periodu od 22. do 31. siječnja 12. brigada i ostale postrojbe 12. slavonske divizije izvršile su veliki broj napada na komunikaciju Beograd-Zagreb, izvršili značajna razaranja i izazvali prekid prometa.
Tijekom cijelog rata, uslijed ravnog terena, jake utvrđenosti, prisutnosti jakih snaga i odlične komunikacijske povezanosti, snage NOVJ ni jednom nisu uspjele zauzeti neki garnizon na komunikaciji Zagreb-Beograd. Na toj komunikaciji vršena su međutim neprekidno intenzivne diverzantske akcije.
Nakon napada na Okučanie i na komunikaciju, 12. divizija izvela je 1. veljače napad na Pakrac i Lipik.

## Plan napada
20. siječnja 1943. započela je operacija Weiss I, i Vrhovni štab NOV i POJ izdao je opću zapovijed svim snagama da intenziviraju akcije na komunikacije i neprijateljske garnizone u cilju suradnje s napadnutim snagama Prvog hrvatskog i Prvog bosanskog korpusa NOVJ. Dvanaesta slavonska divizija, koja je formirana 30. prosinca 1942., upravo je bila okončala svoju prvu operaciju - napad na Voćin. U skladu s ovom zapovijedi, radi neposrednijeg djelovanja, prenijela je težište svoje aktivnosti u Posavinu.
U oblast Posavine u tom razdoblju, pored snaga 714. divizije, teritorijalnih i policijskih njemačkih bataljuna i snaga NDH, stigla je u to vrijeme 187. rezervna divizija. Ova divizija trebala je djelomično sudjelovati u operacijama u Bosni, a drugim da pojača obranu komunikacije.
Za sam napad na Okučane stožer divizije odredio je 12. slavonsku brigadu, a druge dvije brigade dobile su zadatak da uništavaju komunikacije i odbiju pokušaje intervencije sa svih strana.
Stožer 12. slavonske brigade, u uvodnom dijelu borbene zapovijedi, obratio se borcima: "Okučani su čuveni po zvjerskom ubijanju srpskog stanovništva i uništavanju njihovih sela. Zbog toga neprijatelja treba nemilosrdno uništavati. Štab brigade zahtjeva da se neprijatelj likvidira i Okučani oslobode još u tijeku noći, jer produžavanje borbe po danu je neizvjesno zbog ravnog terena i glavne željezničke pruge Zagreb - Beograd"
U Okučanima se prema obavještajnim podacima nalazila posada od 400 njemačkih vojnika, 150 domobrana, ustaša i žandara, ojačana vodom tenkova. Neposredno pred napad 12. slavonske brigade, u željezničku postaju Okučani ušla je kompozicija sa osam putničkih vagona, u kojima se nalazilo 150 njemačkih vojnika. Dolaskom željezničke kompozicije broj njemačkih vojnika povećao se na 550, a ukupan broj osovinskih snaga u Okučanima na 700 vojnika. Brojno stanje 12. slavonske brigade u tom periodu iznosilo je oko 1.200 boraca.
Obrana posade u Okučanima sastojala se od dva pojasa: vanjskog osiguranja i čvora obrane koji se nalazio u centru grada i na željezničkoj postaji.

## Tijek borbe
Da bi stigla na polazni položaj za napad, 12. brigada morala je u dva dana maršem prijeći 80 kilometara po vrlo hladnom vremenu.
Napad je počeo 22. siječnja u 22 sata. Stožer 12. divizije nastojao je brzim privlačenjem snaga iz daljine postići efekt iznenađenja. Međutim, dogodilo se suprotno. Od svojih špijuna i obavještajaca na terenu Nijemci su dobili obavijest  o napadu, pa su pred sam napad dobili pojačanje. Bataljune 12. brigade prilikom prilaženja vanjskoj liniji obrane dočekala je uraganska vatra. Štoviše, već na samom početku borbe njemačke snage prešle su u protunapad.
Unatoč nepovoljnom razvoju događaja na samom početku, dijelovi 12. brigade uspjeli su probiti se u grad. Prvi bataljun ojačan 1. četom 2. bataljuna uspio je pod borbom probiti se do same železničke postaje, gdje je bio izložen žestokoj vatri i njemačkim protunapadima. Njemački vojni vlak koji je krstario prugom svojom vatrom jako je otežavao manevar. 
Drugi bataljun vodio je žestoku borbu oko škole, Sokolskog doma, Vatrogasnog doma i općtine. Treći bataljun se u nastupanju prema električnoj centrali, mlinu, barakama i oružničkoj postaji našao u teškoj situaciji, prikovan vatrom na brisanom prostoru, pa je jurišem, trpeći gubitke, morao izboriti se za prilaz. Četvrti je, napadajući sa jugoistoka, postigao znatne uspjehe, zarobivši 21 domobrana, 4 časnika, 3 njemačka vojnika, 1 ustašu, 1 oružnika i 3 policijska agenta.
Nakon osmosatne borbe, 12. brigada bila je prisiljena prekinuti napad i povući se na polazne položaje, da bi izbjegla izloženost nadmoćnijoj neprijateljskoj vatri pri dnevnom svjetlu u ravnici. Prilikom napada pretrpjela je gubitke od 28 poginulih i 47 ranjenih boraca. Neprijateljski gubici procijenjeni su na "oko 120 poginulih i ranjenih i veliku materijalnu štetu".: 
16. omladinska brigada "Joža Vlahović" i 17. slavonske brigade izvršile su napade na Dragalić, Rajić, Roždanik i Paklenicu, kao i rušenje glavne željezničke pruge.
25. siječnja ponovljen je napad na prugu, a 28. siječnja 12. slavonska brigada još jednom je napala Okučane, uz ponovni napad ostalih snaga na željezničku prugu, Dragalić, Rajić, Roždanik i Paklenicu. Napad na Okučane imao je demonstrativan karakter, a glavni cilj bila je likvidacija bunkera i osiguranja na pruzi i njezino miniranje. Ovim napadima željeznička pruga Zagreb-Beograd razorena je na šest mjesta, u dužini od 5 km, na oba kolosjeka. Promet je bio zaustavljen u prvoj fazi napada 48 sati, a u drugoj, sa kraćim intervalima, bio je u prekidu sedam dana.
U operativnom izvješću 28. siječnja 1943. zapovjednik Korpusa Hrvatska general Rudolf Lüters obavijestio je o ovim napadima opunomoćenog generala u Hrvatskoj Edmunda Glaisea von Horstenaua:
Radi suprotstavljanja, u Novsku, Okučane i Novu Gradišku prebačeni su dodatni dijelovi njemačke 187. divizije. Nijemci su sa nekoliko organiziranih protuudara težili zahvatiti u kliješta 12. slavonsku diviziju, i unište je u obuhvatu. U protuudaru, uz podršku 15 aviona, sudjelovali su dijelovi njemačke 187. divizije, 1. gorske divizije, 3. domobranske divizije i posade iz uporišta između Novske i Nove Gradiške. Ove operacije okončane su neuspjehom, a dijelovi 12. divizije izvršili su još nekoliko rušenja na pruzi 28.-31. siječnja.
Nakon toga 12. slavonska divizija preorijentirala se na unutrašnjost i 1. veljače 1943. izvršila je koncentričan napad na garnizone Pakrac i Lipik.

## Vanjske poveznice
- Jovan Kokot: Dvanaesta proleterska slavonska brigada - Beograd : Vojnoizdavački i novinski centar, 1987